# Cyprien Katsaris

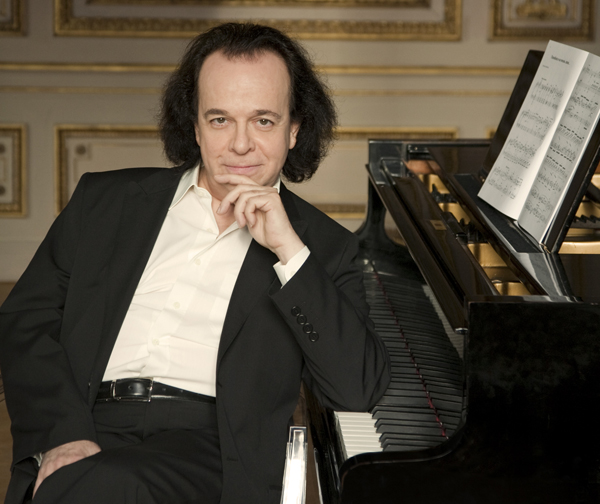
Cyprien Katsaris

Cyprien Katsaris (griechisch Κυπριανός Κατσάρης - Kyprianós Katsàris; * 5. Mai 1951 in Marseille) ist ein französischer Pianist und Komponist zypriotischer Abstammung.

## Leben
Cyprien Katsaris, der als blendender Techniker gilt, begann seine Ausbildung ungewöhnlicherweise in Kamerun, wo seine Eltern lebten, bevor er 1964 ans Pariser Konservatorium wechseln konnte.
Neben vielen anderen Preisen konnte er 1972 den wichtigen Concours Reine Elisabeth, 1974 den Cziffra-Wettbewerb und 1977 die Tribune international des jeunes interprètes für sich entscheiden.
1976 gründete er ein Klavier-Tanz-Duo mit der Primaballerina der Pariser Oper, Noëlla Pontois.
Er ist Spezialist für romantische Transkriptionen und Konzertparaphrasen, die er auch selbst anfertigt. Legendär ist die erste Gesamteinspielung aller Beethoven-Symphonien, transkribiert für Klavier solo von Franz Liszt, die Katsaris auch live spielte und trotz der bereits eminenten Schwierigkeiten noch mit zusätzlichen verdeutlichenden Stimmen versah. Für sie erhielt er mehrere bedeutende Schallplattenpreise.
Cyprien Katsaris kann auf eine beeindruckende Diskografie verweisen, darunter: Sony Classical, EMI, Deutsche Grammophon, BMG-RCA, Decca, Pavane, PIANO 21 und Teldec (Grand Prix du Disque Frédéric Chopin, Warschau 1985; Grand Prix du Disque Franz Liszt, Budapest 1984 und 1989; British Music Retailers Association’s Award 1986; Aufnahme des Jahres 1984, Deutschland, für Beethovens/Liszts 9. Symphonie).
Er leitet seit 1978 die Internationalen Musikfestspiele Echternach und Meisterkurse in Salzburg, Den Haag und Hongkong.
1992 produzierte das Japanische Fernsehen NHK eine dreizehnteilige Serie über Chopin mit Cyprien Katsaris, die einen Soloabend und Katsaris’ Interpretationskurse umfasst.
Am 17. Oktober 1999 erhielt er in der Carnegie Hall Standing Ovations beim Konzert, das er zum 150. Todestag von Frédéric Chopin gab.
Im Januar 2001 entschloss sich Cyprien Katsaris, mit Piano 21 ein eigenes, unabhängiges Musiklabel zu gründen. Dort veröffentlicht er seitdem eigene Aufnahmen, teilweise Neuauflagen bereits vorliegender Einspielungen, teilweise bisher Unveröffentlichtes.
Am 27. Januar 2006, dem 250. Geburtstag Mozarts, war er Solist beim Eröffnungskonzert des Mannheimer Mozartorchesters, das von seinem Gründer Thomas Fey geleitet wurde.
Im März 2006 gab Cyprien Katsaris Meisterkurse im Hause Franz Liszts in Weimar und war damit der erste Pianist, der seit dem Tode des Komponisten 1886 dort unterrichtete.
Im August 2008 wurde er nach Peking eingeladen, um dort anlässlich der Olympischen Spiele im National Center for the Performing Arts zwei Konzerte zu geben. Nach der Welturaufführung des China Jubilee, eines Konzerts von Cui Shiguang für zehn Klaviere und Orchester, improvisierte er als Huldigung an die Universalität der Olympischen Spiele unter anderem über eine Melodie aus dem antiken Griechenland und über Melodien aus China.
Am 1. Oktober 2012 erlitt Katsaris während einer Aufführung im Kleinen Saal vom Konzerthaus Berlin einen Schlaganfall. Er bemerkte, dass er seine linke Hand nicht mehr spüren konnte, und wurde daraufhin sofort stationär in einem Krankenhaus behandelt. Ende November 2012 hatte er sich bereits wieder davon erholt.

## Auszeichnungen
- 1970: Preis der Albert-Roussel-Stiftung (Paris)
- 1972: Preisträger beim Internationalen Königin-Elisabeth-Wettbewerb in Belgien[5]
- 1972: Preis der Alex-de-Vries-Stiftung (Antwerpen)
- 1974: Erster Preis beim Internationalen Musikwettbewerb Cziffra (Versailles)
- 1977: UNESCO-Preis der Internationalen Tribüne junger Interpreten (Bratislava)
- 1997: Künstler der UNESCO für den Frieden[6]
- 2000: Ritter des Ordens für Kunst und Literatur[7] (Frankreich)
- 2001: Médaille Vermeil der Stadt Paris
- 2009: Kommandeurkreuz des Verdienstordens des Großherzogtums Luxemburg
- 2011: Nemitsas Prize[8] (Zypern)

## Diskografie
Komplette Diskographie von Aufnahmen unter dem Label Piano 21:
1. KR 622: Allegro. The Original Motion Picture Soundtrack
2. P21 001: Beethoven • The Creatures of Prometheus, op. 43
3. P21 003 • (2 CD): In Memoriam Chopin 150th Anniversary • Live at Carnegie Hall, New York City
4. P21 004: Sergei Bortkiewicz • Piano Works
5. P21 007: Bach Recital • Vol. 1 • Original Works
6. P21 009-N: The Complete Mozart Piano Concertos • Vol. 1
7. P21 010-N: The Complete Mozart Piano Concertos • Vol. 2
8. P21 011-N: Live at Festival International d’Echternach (Luxembourg) • 7 July 1979 • A Film by Claude Chabrol
9. P21 012-N: Live at Carnegie Hall, New York City • In Memoriam Chopin • 17 October 1999
10. P21 013: Bach & Sons • 5 Piano Concertos
11. P21 014-A: Beethoven • Concerto No. 3 op. 37 • Sonatas Nos. 31 & 12
12. P21 015: A Tribute to Cyprus
13. P21 016-A: Schumann • Vol. 1 • Live Recordings
14. P21 017-N: Bach • Vol. 2 • Transcriptions
15. P21 018: Mozart Transcriptions
16. P21 019: The Mozart Family
17. P21 020-A • (2 CD): Russian Music • Vol. 1
18. P21 021-N: The Complete Mozart Piano Concertos • Vol. 3
19. P21 022-A: Liszt • Vol. 10 Liszt I • The Philadelphia Orchestra, Eugene Ormandy
20. P21 023-A • (2 CD): Scriabin • Vol. 19 • The Complete Dances
21. P21 024-A • (2 CD): French Music • Vol. 2 • De Louis XIII à Boulez
22. P21 025-N: The Complete Mozart Piano Concertos • Vol. 4
23. P21 026-N: The Complete Mozart Piano Concertos • Vol. 5
24. P21 027-A • (2 CD): Mikis Theodorakis • Vol. 20 Theodorakis • Works for piano & orchestra
25. P21 028-A: Grieg • Vol. 18 • Concerto & Piano Works
26. P21 029-A: Live at International Tchaikovsky Competition • Vol. 21 • Moscow 1970
27. P21 030-N: Piano Rarities • Vol. 1 • Transcriptions
28. P21 031-N: The Complete Mozart Piano Concertos • Vol. 6
29. P21 032-N: Album d’un Voyageur • Vol. 1 • EUROPE
30. P21 033-N • (2 CD): Viennese Connections • Beethoven • Schubert Hüttenbrenner • Diabelli • Liszt
31. P21 034-N: Live in Shanghai • 4 October 2005 • The International Piano Festival of Shanghai Conservatory of Music
32. P21 035-N: Live in Shanghai • 2 October 2007 • The International Piano Festival of Shanghai Conservatory of Music
33. P21 036-A: Cyprien Katsaris Archives • Vol. 16 • Schumann II
34. P21 037-N: Piano Rarities • Vol. 2 • Compositeurs français
35. P21 038-N: Chopin, Concerto n° 2 en fa mineur, op. 21 | les 4 versions
36. P21 039-N: The Complete Mozart Piano Concertos • Vol. 7
37. P21 041-N: Katsaris plays Liszt • Vol. 1
38. P21 042-A: Cyprien Katsaris Archives • Vol. 8 • Schubert
39. P21 043-N: Katsaris plays Chopin • Live Recordings
40. P21 044-N: Hélène Mercier/Cyprien Katsaris • Brahms: Sonata for 2 pianos • Schumann/Clara Schumann : Piano Quintet 4 hands
41. P21 045-N: Piano Rarities • Vol. 3 • Transcriptions